# وتم
الوتم، ظاهرة صوتية لغوية قديمة تنتسب لبعض قبائل اليمن، وهي قلب السين تاءً.
ومن شواهده قول الشاعر: قبح الله بني السعلات، عمرو بن يربوع شـرار النات، ليسو أعفاء ولا أكيات.
الوتم؛ بشرار النات: شرار الناس، وبلا أكيات: بلا أكياس.
ويمكن تفسير هذا الإبدال من الناحية الصوتية، فالحرفين متشابهين في المخرج لأنهما من الحروف الأسنانية اللثوية، كما يتفقان في الهمس والترقيق.
والفرق الوحيد بينهما أن السين صوت احتكاكي صفيري والتاء صوت شديدة انفجارية.